# Willfred Nordlund

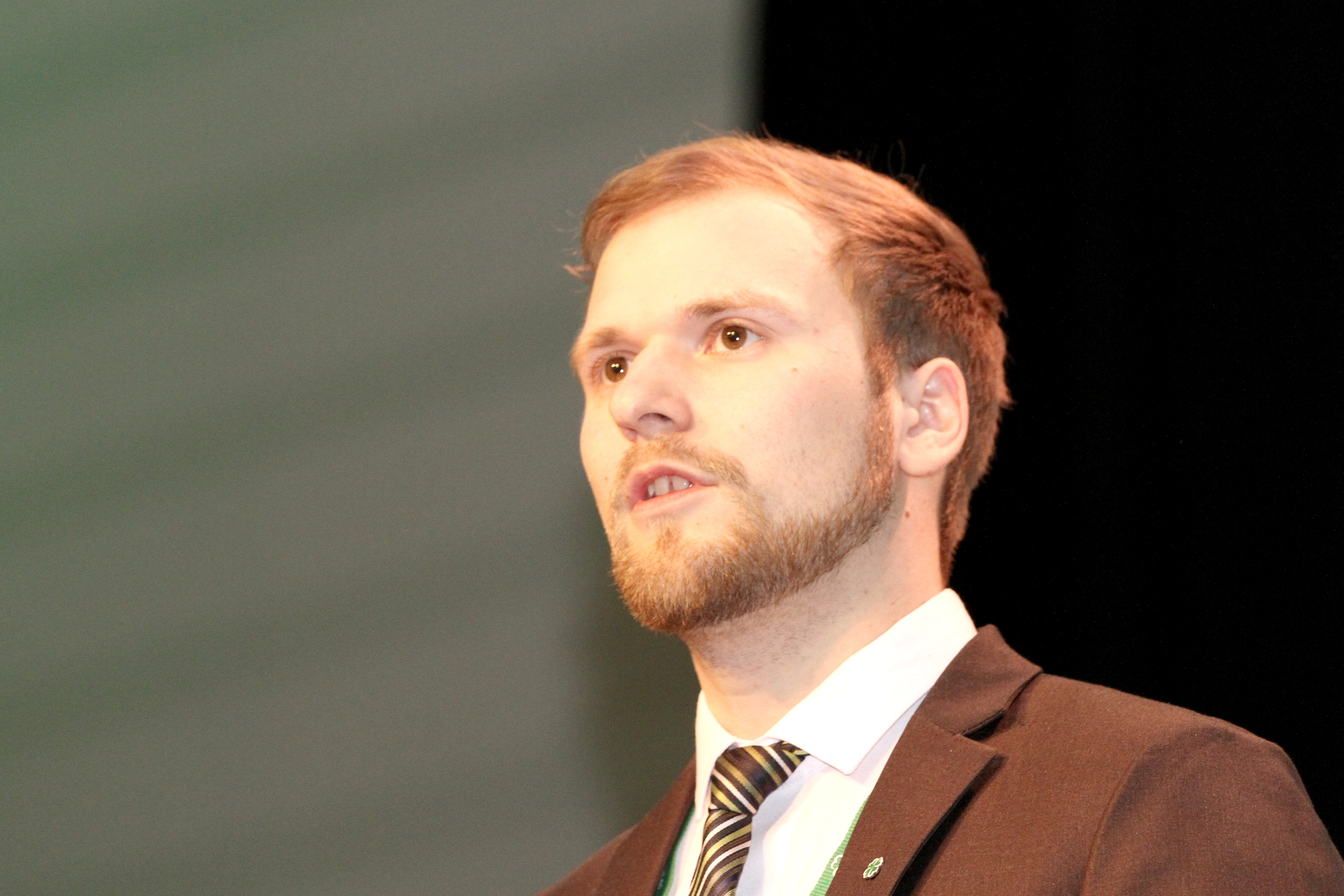
Willfred Nordlund, 2017

Willfred Nordlund (* 18. April 1988 in Bodø) ist ein norwegischer Politiker der Senterpartiet (Sp). Seit 2017 ist er Abgeordneter im Storting.

## Leben
Nach dem Abschluss der weiterführenden Schule studierte Nordlund von 2007 bis 2009 Tourismus und Management an der Hochschule Harstad, er schloss das Studium jedoch nicht ab. Anschließend studierte er bis 2012 Marktführung an der Handelshochschule BI. In den Jahren 2007 bis 2011 sowie erneut von 2015 bis 2017 war er Mitglied im Fylkesting von Nordland. Ab 2015 war er dabei der für den Bereich Verkehr zuständige Fylkesråd. Im Jahr 2012 arbeitete er als Sekretär der Senterpartiet in Nordland. Von 2012 bis 2014 übernahm er den Posten des Generalsekretärs der Jugendorganisation Senterungdommen.
Bei der Parlamentswahl 2009 und 2013 verpasste Nordlund jeweils den direkten Einzug ins Nationalparlament Storting. Er zog schließlich bei der Wahl 2017 erstmals in das Parlament ein. Dort vertritt er den Wahlkreis Nordland und wurde Mitglied im Kommunal- und Verwaltungsausschuss. Nach der Stortingswahl 2021 übernahm er den Vorsitz des Wirtschaftsausschusses. Im September 2023 wurde er Mitglied im Fraktionsvorstand der Senterpartiet. Im Vorfeld der Parlamentswahl 2025 erhielt er keinen Platz auf der Wahlliste der Senterpartiet in Nordland. Im Februar 2025 wechselte Nordlund während der laufenden Legislaturperiode in den Kontroll- und Konstitutionsausschuss, in dem er einfaches Mitglied wurde.